# Qizhong Forest Sports City Arena
La Qizhong Forest Sports City Arena è un'arena di Shanghai, Cina, creata appositamente per ospitare la Tennis Masters Cup, che ha ospitato dal 2005 al 2008. Con i suoi 15.000 posti è stato, fino alla costruzione dell'Olympic Green Tennis Centre di Pechino, l'impianto tennistico più grande di tutta l'Asia.
Dal 2009 ospita uno dei nuovi ATP Masters 1000, lo Shanghai Masters.
In precedenza ha ospitato anche le partite della tournée cinese delle squadre NBA Cleveland Cavaliers e Orlando Magic.
L'impianto è dotato di un tetto rimovibile costituito da otto parti a forma di petalo con l'intento di ricreare una magnolia, il fiore di Shanghai.